# マロチラート
マロチラート（Malotilate）とは、肝疾患を治療するために、経口投与で用いられる事のある医薬品の1種である。例えば、代償性肝硬変に対して、肝機能の改善を目的として使用される。なお、類似物質としてイソプロチオランが知られる。

## 物理化学的性質
プロパン二酸の慣用名をマロン酸と言うが、マロチラートはマロン酸の誘導体と説明される場合もある。分子構造中にジチオラン環を持っており、分子式はC12H16O4S2 、分子量は288.38 (g/mol)である。常温常圧において、僅かに黄色味がかった固体として存在する。やや光に対して不安定であり、長時間光に曝されると次第に色が濃くなってくる。
マロチラートの固体は、メタノールや酢酸エチルやクロロホルムに溶解し易く、エタノールやヘキサンにも溶解する。一方で、分子構造を見れば明らかなように、マロチラートは極性を持った分子ではあるものの、代表的な極性溶媒である水には殆ど溶解しない。

## 薬物動態
ヒトにマロチラートを経口投与した場合、肝障害の有無によって薬物動態が大きく変化する。具体的には、健康な成人と比べて、肝硬変患者の場合はマロチラートの代謝が遅れる傾向にあり、最高血中濃度などは高い傾向にあり、さらに、半減期も遅い傾向にある
。マロチラートは体内に吸収されるとエステル結合部分の加水分解や、場合によっては抱合を受けてから、主に腎臓から尿中に排泄される。一方で、便中にマロチラートのままの状態で排泄されたのは、200 mgを単回で経口投与した場合、投与量の0.04パーセント程度と僅かであった。

## 生理作用
なぜマロチラートが肝臓に様々な作用を引き起こすのか、完全には解明されていない。ただ、ラットの肝細胞を培養した実験系を用いた結果、マロチラートを添加した場合、肝臓で合成される全てのタンパク質ではなく、一部のタンパク質の生合成の促進する事と、アルブミンなどの一部のタンパク質を肝細胞外へと分泌を促進する事は確認されている。また、肝臓で合成されるコレステロールは動物の細胞膜の健全性を保つためには欠かせない分子だが、同じラットの肝細胞を培養した実験系にマロチラートを添加した場合、コレステロールの生合成の原料であるメバロン酸を合成するまでの過程を促進している事が示唆された。しかし、ラットの肝細胞を培養した実験系で、マロチラートがメバロン酸より先の反応は促進しない。
マロチラートをラットやヒトなどに経口投与すると、吸収されて肝臓へと入り、分子内のエステル結合が切られたり、その後に抱合を受けたりといった代謝を受けるなどして、様々な化合物を生ずる。ラットの肝細胞を培養した実験系では、マロチラートだけではなく、これら肝臓での代謝によって生ずる様々な化合物も影響して、幾つかのタンパク質やコレステロールなどの肝臓での合成を促進している事が示唆された。

### ラット
ラットにマロチラートを投与すると、肝臓の再生を促進する効果が見られた。また、肝障害モデルのラットにマロチラートを投与すると、肝障害のために合成量が減少したコレステロールの合成を促進し、さらに、幾つかのタンパク質の肝臓での合成も促進する上に、これらの血中への分泌も促進する。他に、肝障害モデルのラットの肝臓で、過酸化状態になった脂肪を減らす作用も見られた。加えて、正常なラットでは、肝臓でのRNAの合成も促進する事が見い出されている。

### ヒト
ヒトにおいては、肝硬変の患者にマロチラートを投与すると、肝障害のために低下していた血中のアルブミンなど、肝臓で合成される幾つかのタンパク質の血中濃度を改善し、同じく、肝障害のために低下していた血中のコレステロールの濃度も改善する。ただし、マロチラートを投与した後に、食欲不振、嘔吐、発疹、皮膚のかゆみ、眠気、頭痛などが現れた症例も報告されている。さらに、マロチラートを継続しているうちに、ALTのような肝臓からの逸脱酵素の上昇や、血中のビリルビン濃度の上昇など、かえって肝機能障害が出現したと見られる症例も報告されている。

## 臨床
日本では、肝不全の状態が進み、黄疸が現れた患者、腹水が溜まっている患者、肝性脳症を発症した患者に対して、投与してはならないと定められている。日本におけるマロチラートの標準的な用法用量は、1回200 mgを1日に3回服用する事だが、患者の状態に応じて、医師の判断での増減も可能である。マロチラートを投与した場合、副作用として肝機能障害が出現する恐れがあるため、日本では、投与開始から2週間後、4週間後、6週間後には必ず肝機能検査を行うように定められており、その後も投与を続ける限りにおいて、ある程度の頻度で肝機能検査を行うように求められている。なお、マロチラート投与後に重篤な肝障害が出現した場合には、投与を中止する。

## 規制
日本でマロチラートは2016年現在において、処方箋医薬品に指定されている。

## 研究
マロチラートの育毛効果を調査した研究が存在する。

## 類似物質
マロチラートと構造が類似した化合物として、イソプロチオラン（isoprothiolane）が挙げられる。イソプロチオランは、イモチ病を防除するための農薬の1つであると同時に、ウシ用の肝疾患の治療薬として用いられる場合がある。